# Escola d'Escacs de Barcelona
L'Escola d'Escacs de Barcelona és un club esportiu d'escacs del barri de l'Esquerra de l'Eixample de Barcelona, creat l'any 1986.
Fundat per Abel Segura, és considerada com la primera d'escola d'escacs de Barcelona en la qual no calia estar afiliat a cap club per a rebre classes. També atorga diplomes avalats per la Federació Catalana d'Escacs. Disposa d'un equip en la divisió d'honor i de tres jugadors de categoria de Gran Mestre, l'ucraïnès Víktor Moskalenko, el català Josep Oms i Pallisé i el peruà Jonathan Cruz.

## Palmarès
- 1 Lliga Catalana d'Escacs: 2012[3]
- 4 Copa Catalana d'Escacs: 2009,[4] 2013,[5] 2015,[6] 2016[7]